# Municipio de Ridgebury
El municipio de Ridgebury (en inglés: Ridgebury Township) es un municipio ubicado en el condado de Bradford en el estado estadounidense de Pensilvania. En el año 2000 tenía una población de 1.982 habitantes y una densidad poblacional de 20 personas por km².

## Geografía
El municipio de Ridgebury se encuentra ubicado en las coordenadas 41°57′48″N 76°41′22″O / 41.96333, -76.68944.

## Demografía
Según la Oficina del Censo en 2000 los ingresos medios por hogar en la localidad eran de $35,573 y los ingresos medios por familia eran $40,144. Los hombres tenían unos ingresos medios de $32,404 frente a los $22,727 para las mujeres. La renta per cápita para la localidad era de $15,901. Alrededor del 14% de la población estaban por debajo del umbral de pobreza.